# Hura (Israel)
Hura (en hebreo: חורה) es una aldea beduina situada en el Distrito Meridional de Israel. Hura está ubicada a 13 kilómetros de distancia de Beerseba en dirección noreste y es una población adyacente a la localidad de Meitar.

## Historia
Hura fue fundada en 1989 y fue incluida en el antiguo consejo regional de Shoket. En 1997 obtuvo el estatus de consejo local. El objetivo del municipio es alojar a los numerosos beduinos nómadas árabes que residen en siete agrupaciones urbanas, y hacer que ellos se establezcan en un lugar de residencia estable y permanente. En el año 2002, la Oficina Central de Estadísticas de Israel (OCEI) publicó un estudio en que se afirmaba que Hura era el séptimo municipio más pobre de Tierra de Israel.